# Linhartice
Linhartice település Csehországban, a Svitavyi járásban. Linhartice Rozstání, Gruna, Staré Město és Moravská Třebová településekkel határos. Lakosainak száma 616 fő (2024. január 1.).

## Népesség
A település lakosságának változását az alábbi diagram mutatja:
| Lakosok száma | 773  | 846  | 748  | 606  | 589  | 624  | 640  | 629  | 590  | 616  |
|               | 1869 | 1900 | 1921 | 1961 | 1980 | 2011 | 2016 | 2019 | 2021 | 2024 |